# Liste von Sakralbauten im Landkreis Erlangen-Höchstadt
Die Liste von Sakralbauten im Landkreis Erlangen-Höchstadt listet Kirchen, Kapellen und sonstige Sakralbauten im mittelfränkischen Landkreis Erlangen-Höchstadt auf.

## Liste
Pfk=Pfarrkirche, Fk=Filialkirche, Kap=Kapelle
| Bild | Inneres | Name                                                 | Konfession | Rang | Gemeinde / Ortsteil                    | Bauzeit               | Baustil / Bemerkung |
| ---- | ------- | ---------------------------------------------------- | ---------- | ---- | -------------------------------------- | --------------------- | --- |
|      |         | St. Stephanus                                        | röm.-kath. | Pfk  | Adelsdorf                              | 1908–09               | Historismus mit Elementen des Neubarocks und der Neuromanik |
|      |         | Evangelische Kirche                                  | ev.-luth.  | Fk   | Adelsdorf                              |                       | Gemeindezentrum der Gemeinde Neuhaus-Adelsdorf |
|      |         | Schlosskapelle                                       | röm.-kath. | Kap  | Adelsdorf                              | 1595                  | |
|      |         | St. Laurentius                                       | röm.-kath. | Pfk  | Adelsdorf Aisch                        | 1936 (15. Jh.)        | Gotische Chorturmanlage mit angebautem barockem, 1936 stark erweitertem Langhaus |
|      |         | St. Matthäus                                         | ev.-luth.  | Pfk  | Adelsdorf Neuhaus                      | 15.–17. Jh.           | Mittelalterliche Chorturmanlage, Langhaus mit Satteldach und Chorturm mit Spitzhelm, Turm 15. Jahrhundert, Langhausumgestaltung bzw. -erweiterung um 1600 und zweite Hälfte 17. Jahrhundert |
|      |         | St. Anna                                             | röm.-kath. | Kap  | Adelsdorf Weppersdorf                  | 1925                  | |
|      |         | Klosterkirche St. Peter und Paul                     | ev.-luth.  | Pfk  | Aurachtal Münchaurach                  | 1423 (12. Jh.)        | Dreischiffige romanische Säulenbasilika, mit gotischer Vierung und Chor, im nördlichen Chorwinkel Turm, Langhaus und Turmunterbau 12. Jahrhundert, Langhausdach, 1730 (dendrochronologisch datiert), Querhaus und Chor 1423 (dendrochronologisch datiert), Turmobergeschosse Mitte 15. Jahrhundert, Turmhelm 1461 (dendrochronologisch datiert) |
|      |         | Stadtkirche St. Nikolaus                             | ev.-luth.  | Pfk  | Baiersdorf                             | 14.–15. Jh.           | Einschiffiges Langhaus mit eingezogenem gotischen Chor, Westturm wohl 14. Jahrhundert, Chor, Sakristei und Langhaus 15. Jahrhundert, um 1670–79 barocke Ausstattung, 1898 neugotische Veränderungen; |
|      |         | St. Josef                                            | röm.-kath. | Pfk  | Baiersdorf                             | 1925                  | Neugotischer Sandsteinbau, in der Nachkriegszeit mit modernem Anbau, der heutigen „Neuen Pfarrkirche“ erweitert wurden. |
|      |         | St. Marien                                           | röm.-kath. | Fk   | Baiersdorf Hagenau                     |                       | |
|      |         | Mariä Heimsuchung                                    | röm.-kath. | Pfk  | Bubenreuth                             | 1967                  | Moderner Kirchenbau mit freistehendem Campanile |
|      |         | St. Joseph                                           | röm.-kath. | Fk   | Bubenreuth                             | 1925                  | Alte Pfarrkirche Saalbau mit Satteldach und kräftigem Dachreiter mit Zwiebelaufsatz, barockisierender Heimatstil, nach Plänen von Joseph Keller |
|      |         | Lukaskirche                                          | ev.-luth.  | Pfk  | Bubenreuth                             | 1957                  | |
|      |         | Alte Kirche St. Marien                               | röm.-kath. | Fk   | Eckental Eckenhaid                     | 1935                  | Ehem. Behelfskirche, wird nach Leerstand nun wieder genutzt |
|      |         | Mariä Unbefleckte Empfängnis                         | röm.-kath. | Pfk  | Eckental Eckenhaid                     | 1970–72               | |
|      |         | Friedenskirche                                       | ev.-luth.  | Pfk  | Eckental Eckenhaid                     | 1988–89               | Moderner zeltartiger Kirchenbau mit freistehendem Campanile |
|      |         | St. Bartholomäus                                     | ev.-luth.  | Pfk  | Eckental Eschenau                      | 14. Jh.               | Sandsteinquaderbau mit Satteldach, eingezogenem Rechteckchor und massivem Turmaufsatz mit Spitzhelm, Chor und Teil der Westfront 14. Jahrhundert, Verbreiterung und Dachtragwerk des Langhauses 1472–74, Reparaturen im 16. Jahrhundert, Dachtragwerk des Chores vermutlich 18. Jahrhundert, Turmobergeschoss 1902 |
|      |         | St. Anna                                             | ev.-luth.  | Pfk  | Eckental Forth                         | 1520                  | Saalbau mit dreiseitigem Chorschluss und Fassadenturm mit Pyramidendach, errichtet 1520, erneuert 1731, Turm 1962 |
|      |         | Kreuz Erhöhung                                       | röm.-kath. | Fk   | Eckental Forth                         | 1967–69 (1937)        | |
|      |         | St. Ägidius                                          | röm.-kath. | Pfk  | Gremsdorf                              | 1644 1933             | Gotischer, ehemaliger Chorturm als Westturm und neubarockes Langhaus mit Seitenschiffen, Turm im Unterbau 15. Jahrhundert, die Obergeschosse 1644, Langhaus 1913 von Fritz Fuchsenberger |
|      |         | Klosterkirche                                        | röm.-kath. | Kap  | Gremsdorf                              | 1906                  | Teil des ehem. Bamberger Amtsschlosses |
|      |         | St. Marien                                           | röm.-kath. | Kap  | Gremsdorf Buch                         | 1760 1806             | |
|      |         | St. Joseph                                           | röm.-kath. | Kap  | Gremsdorf Poppenwind                   | 1937                  | |
|      |         | St. Michael                                          | röm.-kath. | Fk   | Großenseebach                          | 1997                  | Freistehender Campanile |
|      |         | Veit-vom-Berg-Haus                                   | ev.-luth.  | Fk   | Großenseebach                          | 1999                  | |
|      |         | Maria Königin                                        | röm.-kath. | Pfk  | Hemhofen                               | 1955–57               | |
|      |         | Heilandskirche                                       | ev.-luth.  | Pfk  | Hemhofen                               | 1968–69               | |
|      |         | St. Wendelin                                         | röm.-kath. | Fk   | Hemhofen Zeckern                       | 1976                  | |
|      |         | St. Matthäus                                         | ev.-luth.  | Pfk  | Heroldsberg                            | 12.–15. Jh.           | Langhaus mit eingezogenem dreiseitigem Chor mit Strebepfeilern, Turm wohl 12./13. Jahrhundert, mit Scharwachttürmchen des 15. Jahrhunderts, Langhaus 15. Jahrhundert, mit Veränderungen 1821, Chor 1440 |
|      |         | St. Margaretha                                       | röm.-kath. | Pfk  | Heroldsberg                            | 1970–72               | |
|      |         | Stadtpfarrkirche St. Magdalena                       | röm.-kath. | Pfk  | Herzogenaurach                         | 1311–41               | Gotischer Sandsteinquaderbau, Saalbau mit Satteldach und eingezogenem Polygonalchor, Steindachreiter mit Spitzhelm, Strebepfeiler an Chor und Langhausnordseite, Chor dendrochronologisch datiert 1311, Langhaus dendrochronologisch datiert 1341 Barocke Ausstattung mit kunstvoll ausgestalteter Decke |
|      |         | Evangelische Stadtkirche                             | ev.-luth.  | Pfk  | Herzogenaurach                         | 2008–10 (1933–34)     | Moderner zentraler Kirchenbau Teile der alten zu kleinen Christuskirche wurden in den Kirchenneubau integriert |
|      |         | St. Maria vom Mütterlichen Schutz (Liebfrauenkirche) | röm.-kath. | Fk   | Herzogenaurach                         | 1905–07               | Teil des Liebfrauenhauses Saalbau mit eingezogenem Chor, Turm mit Spitzhelm, neugotisch, 1905–07 (bezeichnet „1908“) nach Plänen von Johann Baptist Schott (München) Altar birgt wertvolles Gnadenbild |
|      |         | Marienkapelle                                        | röm.-kath. | Kap  | Herzogenaurach                         | 1400                  | Doppelkapelle, Satteldachbau aus rohem Bruchsteinmauerwerk, mit Dachreiter über dem Westgiebel, um 1400 über den Fundamenten eines Vorgängerbaus von um 1200 |
|      |         | St. Otto                                             | röm.-kath. | Pfk  | Herzogenaurach                         | 1991–94               | Moderner zeltartiger Kirchenbau mit vorgelagerten futuristisch wirkenden Glockenturm |
|      |         | St. Elisabeth                                        | röm.-kath. | Kap  | Herzogenaurach Hammerbach              | 1891                  | Kleiner Back- und Hausteinbau mit Satteldach, eingezogenem Chor und Giebelreiter mit Spitzhelm, neugotisch, nach Plänen von Gustav Haeberle (Bamberg), bezeichnet „1891“ |
|      |         | Mariä Geburt                                         | röm.-kath. | Fk   | Herzogenaurach Haundorf                | 1936–37               | Satteldachbau mit Strebepfeilern und Dachreiter mit Spitzhelm, Heimatstil, von August Meier (Erlangen) |
|      |         | Martin-Luther-Haus                                   | ev.-luth.  | Fk   | Herzogenaurach Lohhof                  | 1995                  | Kirchen- und Gemeindezentrum mit Kindergarten |
|      |         | St. Josef                                            | röm.-kath. | Pfk  | Herzogenaurach Niederndorf             | 1922–23               | 1922/23 von Fritz Fuchsenberger (München), neobarocke Ausstattung, 2013 renoviert und teils modern egstaltet In baulichem Zusammenhang mit Pfarrhaus, Schwesternheim und Schule |
|      |         | Mariä Geburt (Wehrkirche)                            | röm.-kath. | Pfk  | Heßdorf Hannberg                       | 1721 (15. Jh.)        | Teil der Kirchenburg Hannberg (um 1500), eine der größten Kirchenburgen Deutschlands Wehrkirche im befestigten Kirchhof, gotische Chorturmanlage, Chorturm zweite Hälfte 15. Jahrhundert, Langhaus mit barocker Fassade |
|      |         | St. Ottilia                                          | röm.-kath. | Kap  | Heßdorf Hesselberg                     | 1877                  | Kleiner Sandsteinquaderbau mit rechteckigem Saal und dreiseitigem Chor, mit Westturm, neugotisch |
|      |         | St. Valentin                                         | röm.-kath. | Kap  | Heßdorf Obermembach                    | 18. Jh                | Schlichter Rechteckbau mit abgewalmten Satteldach und Dachreiter, Sandsteinquader, erste Hälfte 18. Jahrhundert |
|      |         | Stadtpfarrkirche St. Georg                           | röm.-kath. | Pfk  | Höchstadt an der Aisch                 | 1551–71 (14. Jh.)     | Ursprünglich dreischiffige Staffelhalle, barock als Emporenbasilika umgestaltet, mit eingezogenem Chor und Chorflankenturm, zweite Hälfte 14. Jahrhundert, die Untergeschosse des Südturmes Ende 13./14. Jahrhundert; Erweiterung des Langhauses 1551–1571, Barockisierung nach Plänen von Anselm Franz Reichsfreiherr von Ritter zu Groenesteyn 1728–1730, dabei Verlängerung des Langhauses nach Westen um ein Joch, Neugestaltung der Westfassade, sowie Erhöhung des Turmes |
|      |         | Christuskirche                                       | ev.-luth.  | Pfk  | Höchstadt an der Aisch                 | 1961–62               | |
|      |         | Spitalkirche St. Anna                                | röm.-kath. | Kap  | Höchstadt an der Aisch                 | 1668                  | Saal mit eingezogenem Chor mit 5/8-Schluss und Dachreiter, 1513, Wiederaufbau nach Schäden durch Stadtbränden 1633 und 1668 |
|      |         | St. Martin                                           | röm.-kath. | Fk   | Höchstadt an der Aisch Ailersbach      | 15. Jh                | Gotische Chorturmanlage mit barocker Zwiebelhaube und gotischem Langhaus, auf der Nordseite ein Sakristeianbau, Mitte 15. Jahrhundert, Barockisierung zweite Hälfte 18. Jahrhundert |
|      |         | Antoniuskapelle                                      | röm.-kath. | Kap  | Höchstadt an der Aisch Antoniuskapelle | 1842                  | Langhaus 1842, Chor 1911, über Kern des 17. Jahrhunderts; Ummauerung der Kapellenfestung, wohl 18. Jahrhundert |
|      |         | St. Marien                                           | röm.-kath. | Kap  | Höchstadt an der Aisch Bösenbechhofen  | 1904                  | Saalbau mit eingezogenem Chor und Fassadenturm |
|      |         | St. Jakobus d. Ältere                                | röm.-kath. | Pfk  | Höchstadt an der Aisch Etzelskirchen   | 1566 (1400)           | Chorturmanlage mit barockem, beziehungsweise 1933 um eine Achse erweiterten umorientierten Langhaus, Untergeschoss der Chorturmanlage um 1400, übrige Teile 15. Jahrhundert, Langhausneubau 1566 und 1605, Turmobergeschosse 1764 von Bamberger Hofarchitekt Konrad Fink neu errichtet, Umgestaltung des Langhauses und Anfügung eines Chores 1766, Umbau des Langhauses mit Erweiterung nach Westen und Neubau der Sakristei 1932/3                                            |
|      |         | St. Ottilia                                          | röm.-kath. | Kap  | Höchstadt an der Aisch Medbach         | 1874                  | Kleiner Satteldachbau mit dreiseitigem Schluss, rundbogigen Fenstern und in die Fassade halb eingerücktem Glockenturm |
|      |         | St. Laurentius                                       | röm.-kath. | Fk   | Höchstadt an der Aisch Nackendorf      | 1742                  | Saal mit eingezogenem Chor, erbaut 1742, Westturm um 1860, Sakristeianbau 1921 |
|      |         | St. Vitus                                            | röm.-kath. | Pfk  | Höchstadt an der Aisch Sterpersdorf    | 1924 (15. Jh.)        | Gotische Chorturmanlage der zweiten Hälfte des 15. Jahrhunderts, Wiederherstellung der Kapelle nach Dreißigjährigem Krieg 1683, Erweiterung des Langhauses um zwei Achsen 1924 |
|      |         | St. Leonhard                                         | röm.-kath. | Pfk  | Höchstadt an der Aisch Zentbechhofen   | 1734–35 (15. Jh.)     | Spätgotische Chorturmanlage, Chorturm und Teile des Langhauses zweite Hälfte 15. Jahrhundert, Langhaus im Übrigen 1734/35 von Martin Schreffel, moderne Querhauserweiterung 1972–1974 |
|      |         | St. Andreas                                          | ev.-luth.  | Pfk  | Kalchreuth                             | 1471–1494             | Langhaus, Sandsteinquaderbau mit Satteldach und eingezogenem, dreiseitig geschlossenem gotischem Chor mit Strebepfeilern, nördlich angebaut massiver Rechteckturm mit Pilastergliederung und Welscher Haube, Langhaus 1471, Chor 1494, Turm 1788/89 |
|      |         | St. Oswald                                           | ev.-luth.  | Pfk  | Lonnerstadt                            | 1835–36 (14./15. Jh.) | Mittelalterlicher Chorturmanlage, Sandsteinquaderbau mit Satteldach und massiven Rechteckturm mit Zwiebelhaube, Turmunterbau 14./15. Jahrhundert, Turmobergeschoss 1715–17, Langhaus 1835/36, über älterem Kern |
|      |         | St. Jakobus d. Ä.                                    | röm.-kath. | Fk   | Marloffstein                           | 1812–13               | Sandsteinquaderbau mit Chorturm |
|      |         | St. Laurentius (Neue Kirche)                         | ev.-luth.  | Pfk  | Möhrendorf                             | 1970–73               | Neben dem großen Kirchturm mit den Läuteglocken, gibt es noch einen kleineren Glockenturm, der ein Carillon beherbergt |
|      |         | St. Martin und Oswald (Alte Kirche)                  | ev.-luth.  | Fk   | Möhrendorf                             | 15.–17. Jh.           | Mittelalterliche Chorturmanlage, Sandsteinquaderlanghaus mit Halbwalmdach und Walmdachgauben, dreigeschossiger Chorturm mit Zeltdach und barockem Uhrtürmchen mit Zwiebelhaube, Turm erste Hälfte 15. Jahrhundert, Langhaus 16./17. Jahrhundert |
|      |         | St. Elisabeth                                        | röm.-kath. | Fk   | Möhrendorf                             | 1967–69               | |
|      |         | St. Maria und Kilian                                 | ev.-luth.  | Pfk  | Mühlhausen                             | 15. Jh.               | Saalbau mit eingezogenem Chor und Chorflankenturm, zweite Hälfte 15. Jahrhundert, Langhaus 1781 erweitert |
|      |         | St. Josef der Arbeiter                               | röm.-kath. | Fk   | Mühlhausen                             | 1946                  | Ursprünglich als „Notkirche“ in einem Fabrikgebäude eingerichtet |
|      |         | St. Egidien                                          | ev.-luth.  | Fk   | Oberreichenbach                        | 1740 (15. Jh.)        | Chorturm im Unterbau 15. Jahrhundert, Turmoberbau und Langhaus um 1740 |
|      |         | St. Mauritius                                        | röm.-kath. | Pfk  | Röttenbach                             | 1844–50 Turm 15. Jh.  | Spätgotischer ehemaliger Chorturm und in Nord-Süd-Richtung angefügtes Langhaus mit basilikalem Charakter, chorähnliche halbrunde Sakristei, Turm 15. Jahrhundert, Langhaus 1844–1850 |
|      |         | St. Matthäus                                         | ev.-luth.  | Pfk  | Uttenreuth                             | 1765–66               | hoher Sandsteinquaderbau mit Walmdach, rechteckigem Westturm mit Zwiebelhaube, eingeschossigem Sakristeianbau mit Walmdach und Gliederung durch Eckpilaster und Fensterrahmungen, 1765/66 anstelle einer Kapelle des 14. Jahrhunderts |
|      |         | St. Kunigunde                                        | röm.-kath. | Pfk  | Uttenreuth                             | 1963–65               | |
|      |         | Christuskirche                                       | ev.-luth.  | Fk   | Vestenbergsgreuth                      | 1959                  | |
|      |         | St. Marien                                           | ev.-luth.  | Pfk  | Vestenbergsgreuth Kleinweisach         | 15. Jh.               | Chorturmkirche, zweite Hälfte 15. Jahrhundert, der Turm 1704 erhöht, das Langhaus 1725 und 1763 umgestaltet |
|      |         | St. Katharina                                        | ev.-luth.  | Fk   | Vestenbergsgreuth Pretzdorf            | 15. Jh.               | Chorturmkirche, zweite Hälfte 15. Jahrhundert, Langhaus in der ersten Hälfte 18. Jahrhundert teilweise barockisiert |
|      |         | St. Gertrud                                          | röm.-kath. | Pfk  | Wachenroth                             | 14.–15. Jh.           | Turm und Chor 14. Jahrhundert, Langhaus zweite Hälfte 15. Jahrhundert, Barockisierung 18. Jahrhundert, bezeichnet „1712“, „1723“, „1773“ |
|      |         | Ortskapelle                                          | röm.-kath. | Kap  | Wachenroth Reumannswind                | 1819                  | |
|      |         | Schlosskapelle                                       | ev.-luth.  | Fk   | Wachenroth Weingartsgreuth             | 1744–45               | Kapellenflügel des Schlosses Zweigeschossiger Walmdachbau, im südlichen Bereich evangelisch-lutherische Kirche, 1744/45, Erweiterung nach Norden um 1830 |
|      |         | Evangelische Kirche                                  | ev.-luth.  | Pfk  | Weisendorf                             | 15.–18. Jh.           | Chorturmkirche, 15. Jahrhundert, Langhaus im 18. Jahrhundert umgebaut; Im Inneren 2020–21 umgestaltet |
|      |         | St. Josef                                            | röm.-kath. | Pfk  | Weisendorf                             | 1885                  | Neuromanisch |
|      |         | St. Kilian                                           | ev.-luth.  | Pfk  | Weisendorf Kairlindach                 | 1913 (15. Jh.)        | Chorturm im Kern 15. Jahrhundert, der Oberbau 1737/38, Langhaus 1913 |
|      |         | St. Katharina                                        | ev.-luth.  | Fk   | Weisendorf Rezelsdorf                  | 14.–15. Jh.           | Westturm im Kern wohl 14. Jahrhundert, Langhaus und Chor zweite Hälfte 15. Jahrhundert, 1715 barockisiert |